# Trockenhänge um Pottenstein
Die Trockenhänge um Pottenstein sind ein Naturschutzgebiet bei Pottenstein im Landkreis Bayreuth in Bayern. Sie erstrecken sich östlich des Kernortes Pottenstein.

## Bedeutung
Das 51,87 ha große Gebiet ist seit 1995 als Naturschutzgebiet ausgewiesen. Es umfasst wertvolle Vegetationskomplexe aus Felsheiden, Halbtrocken- und Trockenrasen, wärmeliebenden Säumen, Gebüschen sowie lichten Wäldern.
Das Gebiet beherbergt die einzige oberfränkische Population der Gewöhnlichen Gebirgsschrecke.

## Nachweise
1. ↑  Gerhard Bergner und Dr. Claudia Hemp (2016). Gebirgsschrecke bei Pottenstein - ein Relikt aus den Eiszeiten (Faltblatt). Ein Biodiversitätsprojekt der Regierung von Oberfranken. Herausgeber: Regierung von Oberfranken, Höhere Naturschutzbehörde, Ludwigstraße 20, 95444 Bayreuth Faltblatt_gebirgsschrecke.pdf